# 托马斯·弗朗西斯·卡特
托马斯·弗朗西斯·卡特（Thomas Francis Carter,1882年10月26日—1925年8月6日），又译卡忒，贾德，美国学者和传教士。
卡特生于新泽西布顿。父亲托马斯·卡特（Rev. Thomas Carter)是神职人员，母亲Hattie Dodd Carter。卡特1904年毕业于普林斯顿大学，获得学士学位，后于1910年毕业于纽约协和神学院，成为神职人员，并于同年与神职人员Rev. Ole Olsen之女Dagny Oslen结婚。婚后，卡特携夫人前往中国，在安徽宿州从事教育和宗教活动长达十二年，其间与同在当地的赛珍珠结为至交。1923年，卡特受哥伦比亚大学之邀，从欧洲返回美国担任该校中国语言系主任，教授。1925年6月，卡特在哥伦比亚大学获得博士学位，他的名作"The invention of printing in China and its spread westward"也由该校出版。同年8月6日，饱受病痛折磨的卡特于纽约曼哈顿家中去世。1957年，商务印书馆出版了"The invention of printing in China and its spread westward"的中译本《中国印刷术的发明和它西传》。